# 봉화 동면리 마애비로자나불입상
봉화 동면리 마애비로자나불입상(奉化 東面里 磨崖毘盧遮那佛立像)은 대한민국 경상북도 봉화군 재산면 동면리에 있는 마애불이다. 1992년 7월 18일 경상북도의 유형문화재 제273호로 지정되었다.

## 개요
경상북도 봉화군 재산면 동면리의 바위면에 조각한 마애불로, 진리의 세계를 두루 통솔한다는 의미를 지닌 비로자나불을 형상화한 것이다.
민머리 위에는 상투 모양의 머리묶음을 낮게 표현했으며, 네모난 얼굴에는 눈·코·입 등을 단정하게 표현하였다. 두 귀는 길어 양 어깨에 닿았으며 목에는 3줄의 삼도(三道)가 뚜렷하다. 양 어깨를 감싸고 있는 옷은 목깃이 중간에서 한번 접혔고, 양 어깨에서 겨드랑이 아래로 비스듬히 내려오는 같은 간격의 옷주름은 선으로 새겼다.
손모양은 양 손을 가슴까지 올려 왼손 검지를 오른손으로 살짝 감싸고 있는 모습으로 비로자나불이 일반적으로 취하는 모습이다. 머리 뒤에는 머리광배를 돋을새김으로 표현했으며, 가장자리에는 불꽃무늬를 새긴 흔적이 남아 있다.
이 불상은 마애불이며 커다란 규모이고 서 있는 불상이라는 점에서 통일신라시대의 비로자나불상 연구에 귀중한 자료로 평가된다.

## 참고 자료
- 봉화동면리마애비로자나불입상 - 국가유산청 국가유산포털